# Leiobliastes levigatus
Leiobliastes levigatus är en insektsart som beskrevs av Max Beier 1960. Leiobliastes levigatus ingår i släktet Leiobliastes och familjen vårtbitare. Inga underarter finns listade i Catalogue of Life.